# Лазьники (Лодзинське воєводство)
Лазьники (пол. Łaźniki) — село в Польщі, у гміні Здуни Ловицького повіту Лодзинського воєводства.
Населення — 286 осіб (2011).
У 1975—1998 роках село належало до Скерневицького воєводства.

## Демографія
Демографічна структура станом на 31 березня 2011 року:
|          | Загалом | Допрацездатний вік | Працездатний вік | Постпрацездатний вік |
| -------- | ------- | ------------------ | ---------------- | -------------------- |
| Чоловіки | 140     | 26                 | 92               | 22                   |
| Жінки    | 146     | 14                 | 79               | 53                   |
| Разом    | 286     | 40                 | 171              | 75                   |